# Colobothea sexagglomerata
Colobothea sexagglomerata là một loài bọ cánh cứng trong họ Cerambycidae.